# A Double Misunderstanding
A Double Misunderstanding è un cortometraggio muto del 1912. Il nome del regista non compare nei credits. Robert Frazer qui è al suo secondo film.

## Produzione
Prodotto dalla Eclair American.

## Distribuzione
Il film uscì nelle sale cinematografiche degli Stati Uniti il 9 luglio 1912, distribuito dall'Universal Film Manufacturing Company.